# L'inferno verde
L'inferno verde (White Woman) è un film del 1933 diretto da Stuart Walker e interpretato da Carole Lombard, Charles Laughton e Charles Bickford.
La sceneggiatura si basa sul lavoro teatrale Hangman's Whip di Norman Reilly Raine e Frank Butler andato in scena a New York il 24 febbraio 1933 al St. James Theatre e interpretato, nel ruolo di Prin, da Montagu Love.

## Trama
In Malesia, la bella cantante Judith Denning gode di cattiva fama perché la gente mormora che il marito si sia suicidato a causa della sua infedeltà e Chisholm, un avvocato britannico, la dipinge come una donna perduta. Costretta a lasciare la città,  Judith accetta la proposta di matrimonio di Horace H. Prin, il re della giungla, ricco piantatore di gomma. Ben presto la donna si accorge che l'uomo usa metodi violenti e tirannici e che i suoi sottoposti bianchi sono in gran parte ex criminali che lui usa per i suoi scopi e che lui ha in pugno, conoscendone tutti i segreti. David, un bianco che vive da anni nella giungla, si innamora di Judith e decide di andarsene con lei. Ma Prin impedisce loro la fuga e spedisce David in un pericoloso avamposto sul fiume. Tra lo spietato piantatore e i nativi i rapporti si fanno sempre più tesi, finché Prin entra in guerra aperta con due tribù che vorrebbero vendere la loro gomma ad altri mercanti. David corre ad avvertire Judith del pericolo, cercando di salvarla dall'arrivo degli indigeni. I due riusciranno a partire mentre Prin, dopo che i suoi sono caduti, si autoproclama signore della giungla per sempre e si lancia all'attacco.

## Produzione
Il film fu prodotto dalla Paramount Pictures,
Venne girato net Paramount Studios - 5555 Melrose Avenue, Hollywood.

## Distribuzione
Distribuito dalla Paramount Pictures, il film uscì nelle sale cinematografiche USA il 10 novembre 1933. Nel 1934, fu distribuito in Svezia (5 marzo), Finlandia (15 aprile) e Danimarca (28 maggio).
Nel 1958 venne trasmesso in tv negli USA dalla MCA/Universal Pictures.